# Go Ahead in het seizoen 1960/61
Het seizoen 1960/1961 was het zevende jaar in het bestaan van de Deventerse betaaldvoetbalclub Go Ahead. De club kwam uit in de Eerste divisie B en eindigde daarin op de 15e plaats. Tevens deed de club mee aan het toernooi om de KNVB beker, hierin werd het team in de groepsfase uitgeschakeld.

## Wedstrijdstatistieken

### Eerste divisie B
|       | Be Quick | Blauw-Wit | DHC   | EBOH  | Eindhoven | Excelsior | 't Gooi | Heerenveen | Helmond | Heracles | RCH   | SHS   | Sittardia | SVV   | VSV   | Wageningen | ZFC   |
| ----- | -------- | --------- | ----- | ----- | --------- | --------- | ------- | ---------- | ------- | -------- | ----- | ----- | --------- | ----- | ----- | ---------- | ----- |
| Thuis | 5 – 1    | 0 – 3     | 2 – 1 | 3 – 3 | 1 – 2     | 1 – 1     | 1 – 1   | 2 – 1      | 0 – 2   | 1 – 2    | 2 – 2 | 2 – 3 | 3 – 3     | 0 – 2 | 1 – 1 | 4 – 5      | 1 – 0 |
| Uit   | 5 – 2    | 6 – 1     | 4 – 1 | 1 – 0 | 2 – 0     | 1 – 1     | 1 – 2   | 10 – 1     | 2 – 2   | 4 – 1    | 1 – 2 | 1 – 1 | 2 – 1     | 4 – 0 | 1 – 3 | 1 – 3      | 1 – 1 |

### KNVB beker
| Groepsfase                                                  | Heerenveen                                                                      | 5 – 0 (3 – 0) | Go Ahead                                                 |
| 14 augustus 1960 Plaats: Heerenveen J.H. Kruisstraat        | Gerrit Abma 28' Sikke Venema 34' Bart Hainje 42' Piet Fleur 57', 81'            |               |                                                          |
| Groepsfase                                                  | Go Ahead                                                                        | 4 – 5 (3 – 2) | PEC                                                      |
| 17 augustus 1960 Plaats: Deventer Vetkampstraat             | Rien Ensing 10' Henk van Brussel 30' Henk ten Brink 38' Joop Butter 55'         |               | 20', 75', 85' Leo Koopman 42', 77' Dirk van der Wetering |
| Groepsfase                                                  | Leeuwarden                                                                      | 4 – 3 (1 – 1) | Go Ahead                                                 |
| 18 september 1960 Plaats: Leeuwarden Gemeentelijk Sportpark | Pier Alma 38' Joop Pragt 58', 85' Henny Weering 65'                             |               | 10' Joop Butter 53' Jan ten Wolde 90' Ron ten Wolde      |
| Groepsfase                                                  | Go Ahead                                                                        | 5 – 3 (2 – 2) | Zwolsche Boys                                            |
| 30 oktober 1960 Plaats: Deventer Vetkampstraat              | Joop Butter 8' Jan Scherpenhuizen 20' Henk van Brussel 60' Rien Ensing 70', 76' |               | 21' Jan de Vries 30' Henk Overmars 75' Tinus van Kampen  |

## Statistieken Go Ahead 1960/1961

### Eindstand Go Ahead in de Nederlandse Eerste divisie B 1960 / 1961
| Stand | Gespeeld | Gewonnen | Gelijk | Verloren | Punten | Doelpunten voor | Doelpunten tegen |
| ----- | -------- | -------- | ------ | -------- | ------ | --------------- | ---------------- |
| 15e   | 34       | 8        | 10     | 16       | 26     | 51              | 80               |

### Topscorers
| #                 | Naam               | Goal |
| ----------------- | ------------------ | ---- |
| 1.                | Henk van Brussel   | 13   |
| 2.                | Gerrit Niehaus     | 8    |
| 3.                | Henk ten Brink     | 6    |
| 3.                | Gerard Wüstefeld   | 6    |
| 5.                | Rien Ensing        | 4    |
| 5.                | Jan Scherpenhuizen | 4    |
| 5.                | Jan ten Wolde      | 4    |
| 8.                | Joop Butter        | 3    |
| 9.                | John Peeters       | 1    |
| 9.                | Jan-Willem Weijers | 1    |
| Onbekend doelpunt |                    |      |
| –                 | Onbekend           | 1    |
| Totaal            | Totaal             | 51   |

| #      | Naam               | Goal |
| ------ | ------------------ | ---- |
| 1.     | Joop Butter        | 3    |
| 1.     | Rien Ensing        | 3    |
| 3.     | Henk van Brussel   | 2    |
| 4.     | Henk ten Brink     | 1    |
| 4.     | Jan Scherpenhuizen | 1    |
| 4.     | Jan ten Wolde      | 1    |
| 4.     | Ron ten Wolde      | 1    |
| Totaal | Totaal             | 16   |